# Saccella acrita
Saccella acrita – gatunek małża morskiego należącego do podgromady pierwoskrzelnych.
Muszla wielkości: długość 0,6 cm, szerokość 0,33 cm, kształtu wydłużonego. Występuje na głębokości do 53 metrów.
Są rozdzielnopłciowe, bez zaznaczonych różnic płciowych w budowie muszli. Odżywiają się planktonem oraz detrytusem.
Występuje od Meksyku po Panamę